# Calumma peltierorum
Calumma peltierorum là một loài thằn lằn trong họ Chamaeleonidae. Loài này được Raxworthy & Nussbaum mô tả khoa học đầu tiên năm 2006.